# Robledillo de la Vera (kommunhuvudort)
Robledillo de la Vera är en kommunhuvudort i Spanien.   Den ligger i provinsen Provincia de Cáceres och regionen Extremadura, i den centrala delen av landet, 160 km väster om huvudstaden Madrid. Robledillo de la Vera ligger 455 meter över havet och antalet invånare är 314.
Terrängen runt Robledillo de la Vera är varierad, och sluttar söderut. Runt Robledillo de la Vera är det ganska glesbefolkat, med 36 invånare per kvadratkilometer. Närmaste större samhälle är Talayuela, 12,8 km söder om Robledillo de la Vera. 